# Список военных верфей США
Этот список содержит перечень военных верфей США.
| Компания                         | Верфь                                 | Год        | Расположение                                                              | ПЛ | АВ | КР, ЭМ | ДК | прочее | Примечание                                                               |
| -------------------------------- | ------------------------------------- | ---------- | ------------------------------------------------------------------------- | -- | -- | ------ | -- | ------ | ------------------------------------------------------------------------ |
| ВМС США                          | Philadelphia NSY                      | 1776       | Атлантическое побережье, штат Пенсильвания 39°53′ с. ш. 75°11′ з. д.      |    |    |        |    |        | Верфь используется как рембаза флота и хранение резерва                  |
| ВМС США                          | Puget Sound NSY (Bremerton NY)        | 1891       | Тихоокеанское побережье, штат Вашингтон 47°33′31″ с. ш. 122°38′39″ з. д.  |    |    |        |    |        | Верфь используется как рембаза флота и место дислокации кораблей ВМФ США |
| ВМС США                          | Boston NY (Charlestown NY)            | 1801       | Атлантическое побережье, штат Массачусетс 42°22′34″ с. ш. 71°03′17″ з. д. |    |    |        |    |        | Верфь закрыта в 1975                                                     |
| ВМС США                          | San Francisco NSY (Hunters Point NSY) | 1870       | Тихоокеанское побережье, штат Калифорния 37°43′32″ с. ш. 122°22′08″ з. д. |    |    |        |    |        | Верфь закрыта в 1994                                                     |
| ВМС США                          | Mare Island NSY                       | 1854       | Тихоокеанское побережье, штат Калифорния 38°05′43″ с. ш. 122°16′41″ з. д. | Х  |    |        |    |        | Верфь используется как судоремонтный завод                               |
| ВМС США                          | Portsmouth NSY                        | 1800       | Атлантическое побережье, штат Мэн 43°04′44″ с. ш. 70°44′03″ з. д.         | Х  |    |        |    |        | Верфь используется как судоремонтный завод                               |
| ВМС США                          | New York NY (Brooklyn NY)             | 1806— 1966 | Атлантическое побережье, штат Нью-Йорк 40°42′10″ с. ш. 73°58′24″ з. д.    |    |    |        |    |        | Верфь используется как судоремонтный завод                               |
| ВМС США                          | Norfolk NSY                           | 1767       | Атлантическое побережье, штат Виргиния 36°48′55″ с. ш. 76°17′50″ з. д.    |    |    |        |    |        |                                                                          |
| Bethlehem Steel General Dynamics | Fore River SY                         | 1883       | Анлантическое, штат Массачусетс 42°14′20″ с. ш. 70°58′21″ з. д.           |    |    |        |    |        | Верфь закрыта в 1986                                                     |
| General Dynamics                 | Bath Iron Works                       | 1884       | Атлантическое побережье, штат Мэн 43°54′16″ с. ш. 69°48′53″ з. д.         |    |    | Х      | Х  |        |                                                                          |
| General Dynamics                 | Electric Boat                         | 1899       | Атлантическое побережье, штат Коннектикут 41°20′37″ с. ш. 72°04′59″ з. д. | Х  |    |        |    |        |                                                                          |
| Northrop Grumman                 | Avondale SYs                          | 1938       | Атлантическое побережье, штат Луизиана 29°55′26″ с. ш. 90°11′06″ з. д.    |    |    |        | Х  |        | Верфь закрыта в 2014                                                     |
| Northrop Grumman                 | Ingalls SB                            | 1938       | Атлантическое побережье, штат Миссисипи 30°20′51″ с. ш. 88°34′30″ з. д.   |    |    | Х      |    |        |                                                                          |
| Northrop Grumman                 | Newport News                          | 1886       | Атлантическое побережье, штат Виргиния 37°00′03″ с. ш. 76°26′54″ з. д.    | Х  | Х  | Х      |    |        |                                                                          |
| Todd Pacific SYs                 | Todd Pacific SYs                      | 1916       | Тихоокеанское побережье, штат Вашингтон                                   |    |    |        |    | Х      | Из трех заводов остался функционировать один в Сиэтле, как судоремонтный |

примечание:
- ПЛ — подводные лодки; АВ — авианосцы; КР — крейсера; ЭМ — эсминцы; ДК — десантные корабли; прочее — фрегаты, корабли Береговой охраны, катера
- При щелчке мышкой по знаку «Х» в таблице для верфи выводится список кораблей соответствующего типа
- NY — Navy Yard; NSY — Naval Shipyard; SY — Shipyard; SYs — Shipyards; SB — Shipbuilding.